# 大石桥 (济宁市)
大石桥，位于山东省济宁市市中区古槐街道。是中华人民共和国山东省省级文物保护单位之一。
2013年，列入第四批山东省文物保护单位，该文物保护单位是一座大运河遗址。